# Cuve
Cuve ist eine Gemeinde im französischen Département Haute-Saône in der Region Bourgogne-Franche-Comté.

## Geographie
Cuve liegt auf einer Höhe von 245 m über dem Meeresspiegel, 5 km nordwestlich von Saint-Loup-sur-Semouse und etwa 32 km nördlich der Stadt Vesoul (Luftlinie). Das Dorf erstreckt sich im äußersten Norden des Departements, leicht erhöht am nördlichen Rand der Talmulde des Dorgeon, am Rand des Plateaus der Vôge.
Die Fläche des 8,10 km² großen Gemeindegebiets umfasst einen Abschnitt in der leicht gewellten Landschaft am Rand der Vôge. Von Nordwesten nach Südosten wird das Gebiet von der Alluvialniederung des Dorgeon durchquert, der für die Entwässerung über die Lanterne zur Saône sorgt. Die Talebene liegt durchschnittlich auf 235 m und weist eine Breite von maximal einem Kilometer auf. Bei Cuve mündet von Norden her der Ruisseau du Pont Mirot. Flankiert wird die Talniederung auf beiden Seiten von einem Plateau, das durch die Mulden kurzer Seitentälchen des Dorgeon untergliedert ist. Nach Südwesten reicht der Gemeindeboden bis auf die Höhe von La Levue (bis 280 m). Landwirtschaftliche Nutzung herrscht hier vor. Nördlich des Dorgeon steigt das Plateau allmählich an zu den bewaldeten Höhen des Grand Bois. Hier wird mit 335 m die höchste Erhebung von Cuve erreicht.
In geologisch-tektonischer Hinsicht besteht der Hauptteil des Gemeindegebietes aus Muschelkalk der mittleren Trias. Nördlich daran schließt eine schmale Zone mit sandig-mergeligen und kalkigen Sedimenten an, die während der Lias (Unterjura) abgelagert wurden. Weiter im Norden tritt auch Buntsandstein der Untertrias zutage.
Nachbargemeinden von Cuve sind Fontenoy-le-Château im Norden, Bouligney im Osten, Anjeux im Süden sowie Dampvalley-Saint-Pancras im Westen.

## Geschichte
Im Mittelalter gehörte Cuve zur Freigrafschaft Burgund und darin zum Gebiet des Bailliage d’Amont. Die lokale Herrschaft hatte das Kloster Luxeuil inne. Die Existenz einer Adelsfamilie mit dem Namen Cuve ist seit 1372 belegt. Zusammen mit der Franche-Comté gelangte der Ort mit dem Frieden von Nimwegen 1678 definitiv an Frankreich.

## Sehenswürdigkeiten
Die Kirche Saint-Remi wurde 1775 neu erbaut und besitzt Gemälde aus dem 18. und 19. Jahrhundert. Aus dem 18. Jahrhundert stammen ein Calvaire und der große Herrschaftssitz. Das überdachte Lavoir, das einst als Waschhaus und Viehtränke diente, wurde im 19. Jahrhundert erbaut.

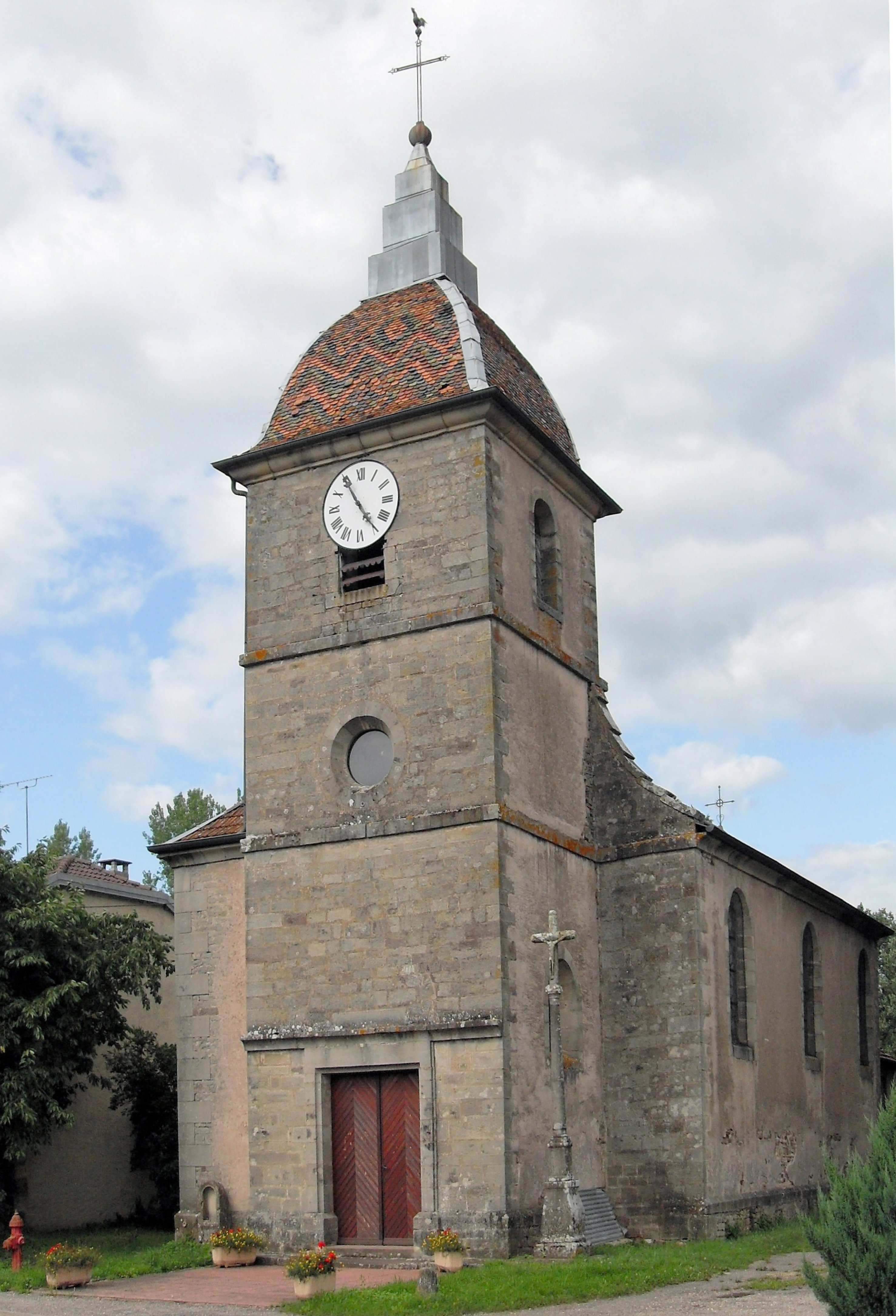
Kirche Saint-Remi
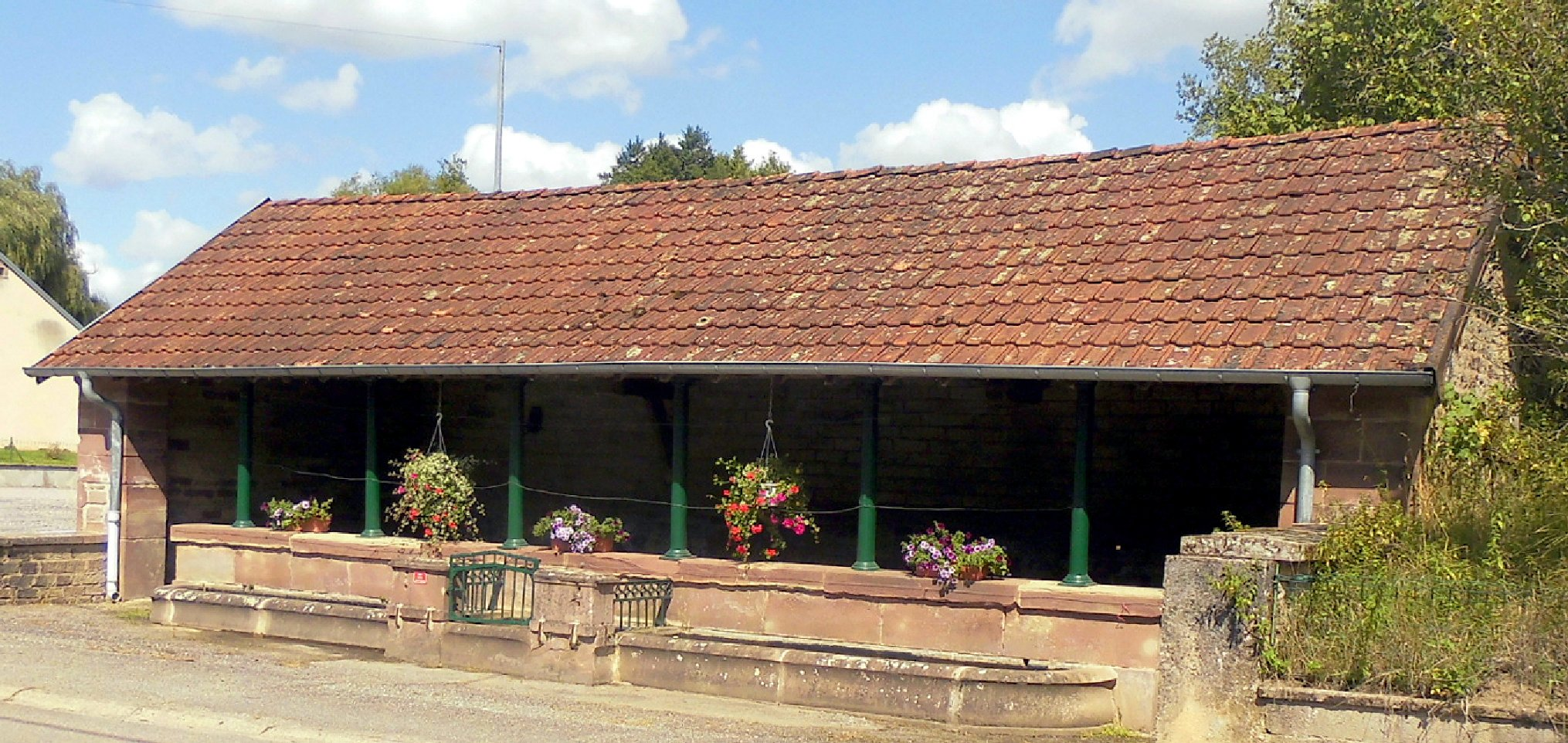
Lavoir Cuve

## Bevölkerung
| Jahr                       | 1962 | 1968 | 1975 | 1982 | 1990 | 1999 | 2006 |
| Einwohner                  | 119  | 122  | 135  | 114  | 118  | 153  | 151  |
| Quellen: Cassini und INSEE |      |      |      |      |      |      |      |

Mit 129 Einwohnern (1. Januar 2022) gehört Cuve zu den kleinen Gemeinden des Département Haute-Saône. Nachdem die Einwohnerzahl in der ersten Hälfte des 20. Jahrhunderts deutlich abgenommen hatte (1881 wurden noch 335 Personen gezählt), wurde nach einer längeren Zeit der Stagnation seit Beginn der 1990er Jahre wieder ein leichtes Bevölkerungswachstum verzeichnet.

## Wirtschaft und Infrastruktur
Cuve war bis weit ins 20. Jahrhundert hinein ein vorwiegend durch die Landwirtschaft (Ackerbau, Weinbau und Viehzucht) und die Forstwirtschaft geprägtes Dorf. Heute gibt es einige Betriebe des lokalen Kleingewerbes. In den letzten Jahrzehnten hat sich das Dorf zu einer Wohngemeinde gewandelt. Viele Erwerbstätige sind deshalb Wegpendler, die in den größeren Ortschaften der Umgebung ihrer Arbeit nachgehen.
Die Ortschaft ist verkehrstechnisch gut erschlossen. Sie liegt nahe der Hauptstraße D417, die von Luxeuil-les-Bains nach Bourbonne-les-Bains führt. Weitere Straßenverbindungen bestehen mit Fontenoy-le-Château, Dampvalley-Saint-Pancras und Anjeux.